# Ред Левел (Алабама)
Ред Левел (енгл. Red Level) град је у америчкој савезној држави Алабама. По попису становништва из 2010. у њему је живело 487 становника.

## Демографија
Према попису становништва из 2010. у граду је живело 487 становника, што је 69 (12,4%) становника мање него 2000. године.
| Група             | 2000.       | 2010.       |
| Белци             | 493 (88,7%) | 439 (90,1%) |
| Афроамериканци    | 56 (10,1%)  | 44 (9,0%)   |
| Азијати           | 0 (0,0%)    | 0 (0,0%)    |
| Хиспаноамериканци | 0 (0,0%)    | 4 (0,8%)    |
| Укупно            | 556         | 487         |